# Lake Isabella (meer)
Lake Isabella of Isabella Lake is een stuwmeer in de Kern-rivier in de Amerikaanse staat Californië. Het ligt in het zuiden van het Sierra Nevada-gebergte in Kern County, op een hoogte van 760 meter. Het meer vulde zich in 1953 door de voltooiing van de Isabella Dam, een gronddam op de samenvloeiing van de Kern River en de South Fork Kern River. Twee dorpen, Isabella en Kernville (niet te verwarren met het nieuwe Kernville), verdwenen doordat de vallei werd ondergezet.
Het meer is met een oppervlakte van 4500 hectare een van de grootste van Californië. Het stuwmeer bergt 701 miljoen m³ water. Lake Isabella ligt zo'n 60 kilometer ten noordoosten van de grote stad Bakersfield. Het is de belangrijkste watervoorziening voor die stad.
In 2006 werd vastgesteld dat de Isabella Dam onvoldoende stabiel was. Het waterniveau werd artificieel verlaagd en wordt nog steeds laag gehouden.

## Fotogalerij

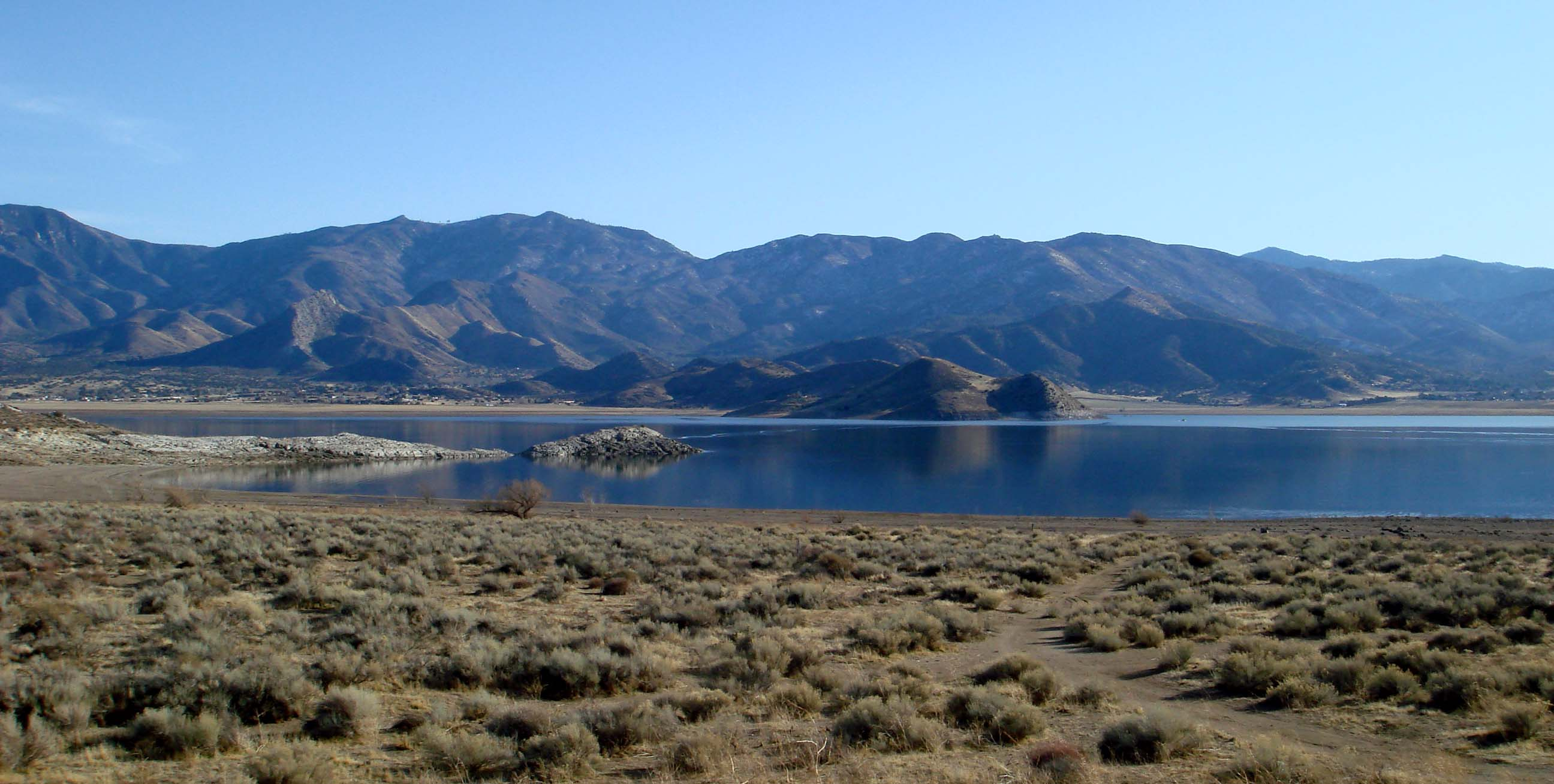
Zuidoostelijke arm, gezien vanaf de noordelijke oever
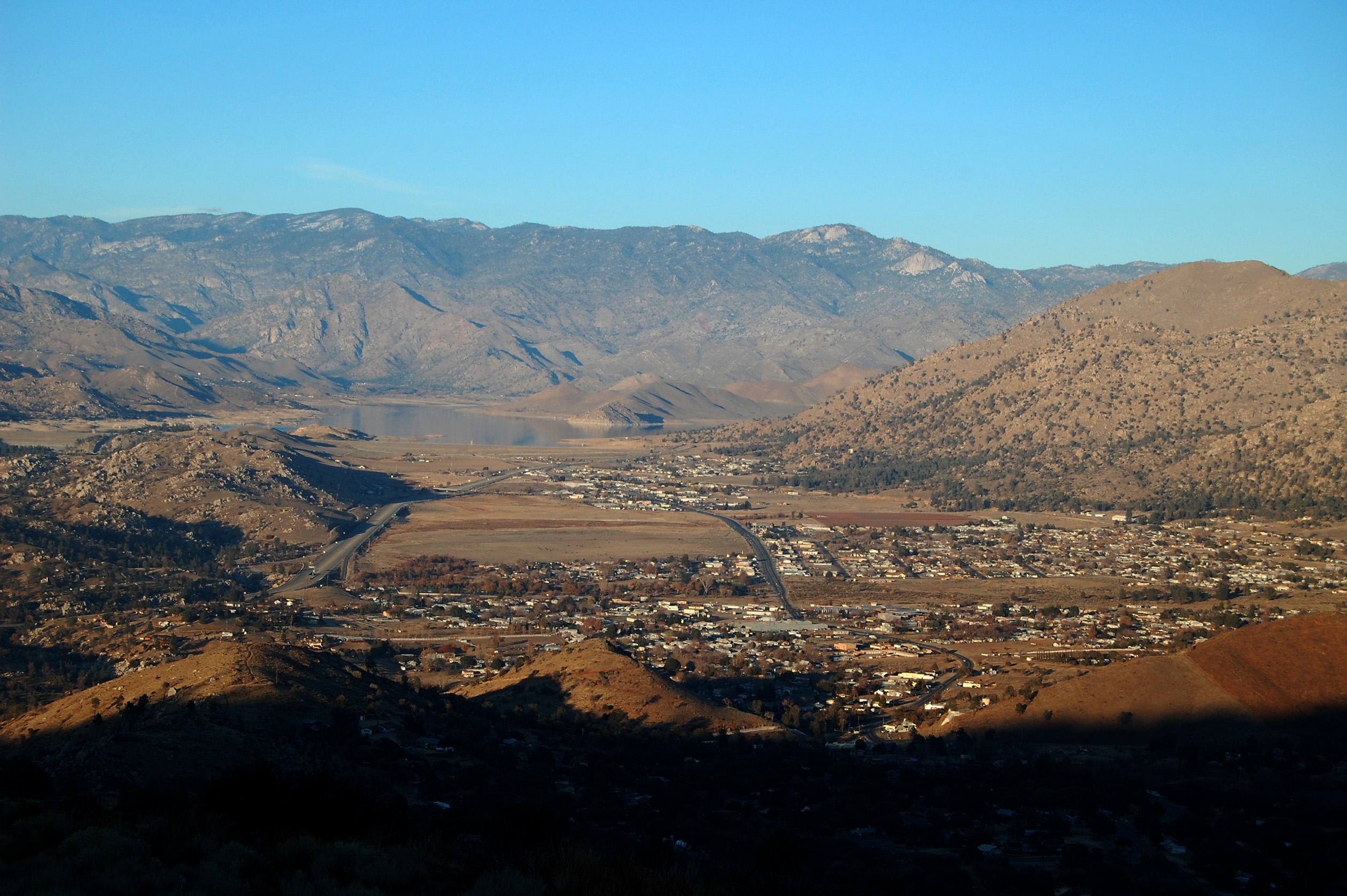
Lake Isabella met het dorp Bodfish in de voorgrond